# Arial
Arial /ɛəɹi ‿ əl/ és un família tipogràfica de pal sec (Clasif. Vox: Lineal B Neo-Grotesque) present en diverses aplicacions de Microsoft. Va ser dissenyada per Robin Nicholas i Patricia Saunders de la foneria Monotype com a resposta a la popularitat de la tipografia Helvetica de Linotype. Microsoft no volia incloure la popular però costosa tipografia Helvetica a Windows, per això li va comprar a Monotype els drets d'una còpia de l'Helvetica de molta menys qualitat com una mesura per a abaratir costos. Com que l'Arial ve inclosa en el sistema operatiu Windows, s'ha convertit en una de les tipografies més populars del món. Tot i ser molt més coneguda que l'Helvetica, l'Arial és considerada pels tipògrafs com una imitació grollera i barata d'aquesta, sense les característiques que van distingir el disseny original.

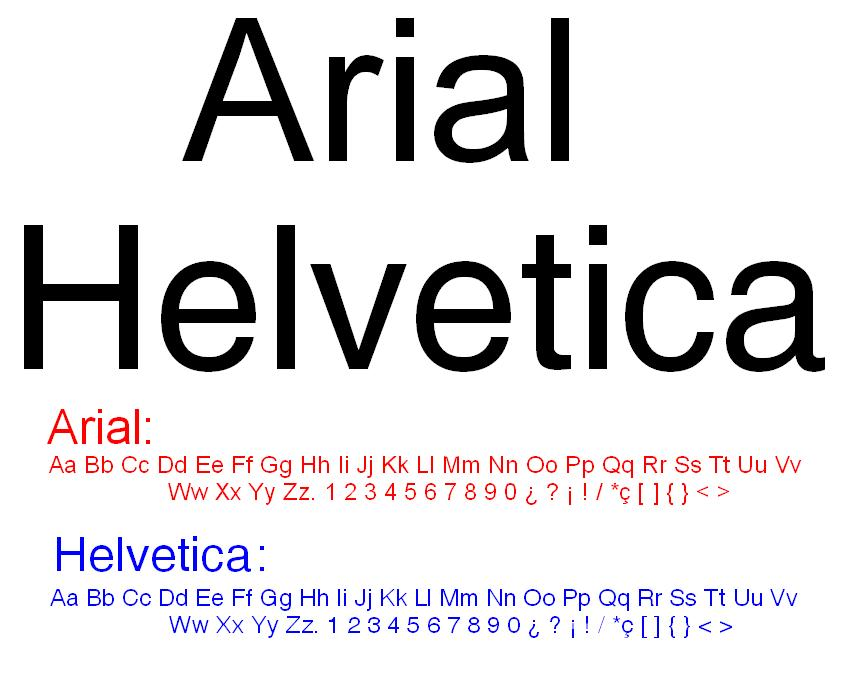
Arial i Helvetica.

Tot i ser gairebé idèntica a Helvetica en proporcions i pes, el disseny d'Arial és una variació de la sèrie Grotesque de Monotype i va ser concebuda per a ser usada en ordinadors més que per a ser llegida en paper. Aquesta lletra tipogràfica té canvis subtils en la forma i l'espai entre les lletres per a fer-la més apta per a ser llegida en una pantalla a diverses resolucions.